# James Duncan McGregor
James Duncan McGregor est un homme politique canadien, Lieutenant-gouverneur de la province du Manitoba de 1929 à 1934.